# Педерналес (провинция)
Педерналес (исп. Pedernales) — провинция на юге Доминиканской Республики, включающая остров Беата. Была отделена от провинции Бараона в 1956 году.

## Муниципалитеты и муниципальные районы
Провинция разделена на два муниципалитета (municipio), а в пределах муниципалитетов — на два муниципальных района (distrito municipal — D.M.):
- Овьедо
  - Хуанчо (D.M.)
- Педерналес
  - Хосе-Франциско-Пенья-Гомес (D.M.)

Население по муниципалитетам на 2012 год (сортируемая таблица):
| № | Название             | Общее население | Городское население | Сельское население |
| - | -------------------- | --------------- | ------------------- | ------------------ |
| 1 | Овьедо               | 10 986          | 3699                | 7287               |
| 2 | Педерналес           | 27 955          | 16 967              | 10 988             |
|   | Провинция Педерналес | 38 941          | 20 666              | 18 275             |